# Fattoria di Celle
La Fattoria di Celle è un complesso storico con una villa risalente al XV secolo, situato in località Santomato, presso Pistoia. Dalla seconda metà del Novecento la tenuta ospita la collezione Gori, un'importante collezione di opere d'arte contemporanea realizzate spesso espressamente per la villa e il suo parco, che nel complesso rappresentano uno dei più importanti esempi di Land Art in Italia.

## Storia
Nel secolo XV la villa con i terreni annessi apparteneva ai Pazzaglia e in seguito passò ai Fabbroni, nobile e colta famiglia pistoiese alla quale si deve in massima parte sia la ristrutturazione dell'edificio, che la sistemazione del giardino. Questo venne trasformato nella prima metà del XIX secolo in parco romantico, su progetto dell'architetto Giovanni Gambini.

### Collezione Gori

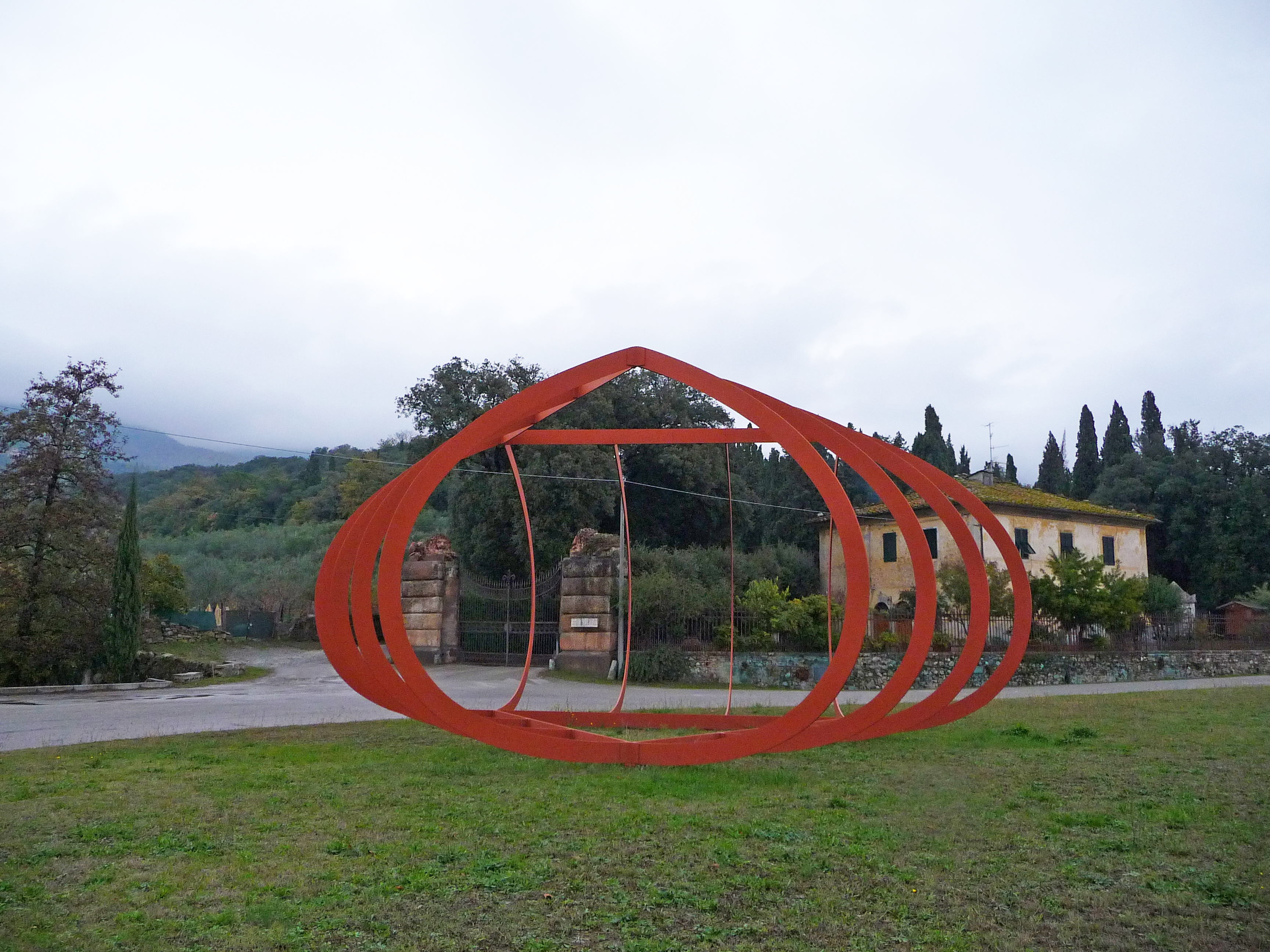
Grande ferro di Alberto Burri (1986)

A partire dagli anni quaranta Giuliano Gori, dinamico imprenditore pratese, iniziò a costituire una ricca collezione di opere contemporanee nella sua casa in piazza Sant'Agostino a Prato; negli anni cinquanta la sottopose a radicali modifiche per renderla adatta all'esposizione della collezione in continua crescita. Insoddisfatto del modo tradizionale in cui erano esposte le opere d'arte e sulla scia della suggestione ricavata dalla visita nel 1961 del Museo nazionale d'arte della Catalogna di Barcellona (laddove le opere sono inserite nel ricostruito contesto originale) e delle installazioni viste a documenta Kassel ed alla Biennale di Venezia, egli cominciò a pensare alla possibilità di chiamare artisti con cui condivedere tempo, idee e spazi per dare vita all'antesignano progetto dell'arte ambientale. Giuliano Gori, trovato il luogo adatto alla realizzazione della propria idea, acquistò la fattoria di Celle a Santomato di Pistoia dove si trasferì nel 1970 insieme a Pina e ai quattro figli, Patrizia, Fabio, Paolo e Stefania, portando con sé anche la prima collezione che distribuì negli spazi della villa.
Nel 1981 costituì una commissione internazionale composta da Amnon Barzel, Renato Barilli, Francesco Gurrieri, Knud Jensen e Manfred Schneckenburger, con la quale mise a punto uno speciale regolamento "etico" che tuteli sia l'ambiente che il manufatto artistico: l'ambiente del parco deve essere rispettato sia nelle specie vegetali che nella sua conformazione, così che le opere d'arte esposte non si ponessero in termini prevaricatori nei confronti della natura. Ogni artista scelse il proprio luogo all'interno del parco e su quello e per quello progettò un'opera, in materiali durevoli e non effimeri; i lavori dovevano essere inamovibili e non potevano essere in alcun modo privati del loro ambiente. Gli artisti furono personalmente selezionati da Giuliano Gori, accompagnati sul luogo e messi in contatto con le maestranze artigiane che dovevano realizzare le opere.
Il 12 giugno 1982 vennero inaugurate le prime nove installazioni all'aperto (di Alice Aycock, Dani Karavan, Robert Morris, Dennis Oppenheim, Anne e Patrick Poirier, Ulrich Rückriem, Richard Serra, Mauro Staccioli, George Trakas), contemporaneamente alle sei che andarono ad arricchire la collezione all'interno della villa (di Luciano Fabro, Gilberto Zorio, Giuseppe Penone, Nicola De Maria, Aldo Spoldi, Mimmo Paladino, Gianni Ruffi e Michelangelo Pistoletto).
L'attività di Gori e degli artisti di volta in volta coinvolti nel parco è continuata incessante e costante negli anni successivi, sino a raggiungere con gli ultimi interventi nel 2022, la straordinaria collezione di oltre 50 opere all'aperto.

## Il parco

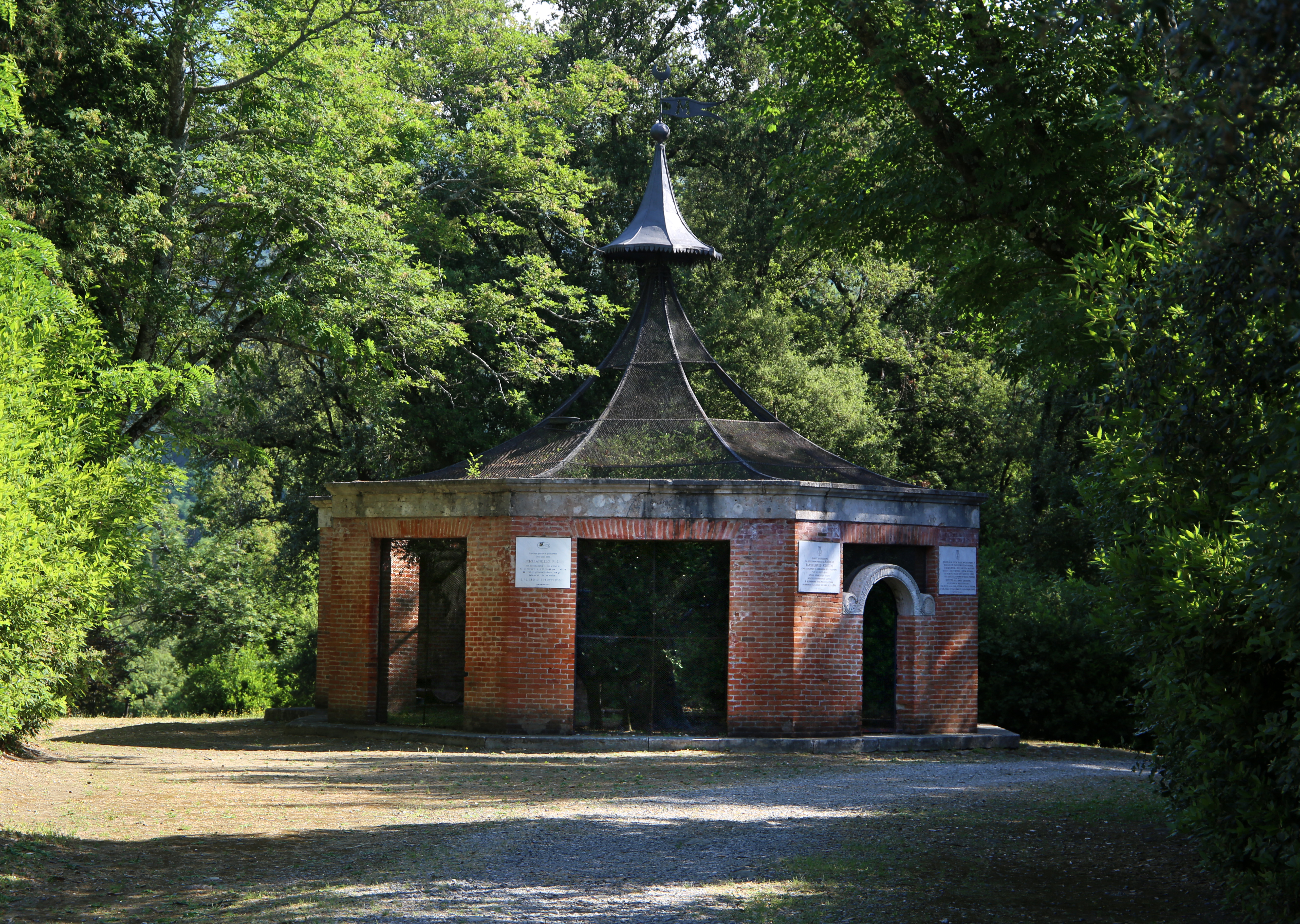
La voliera

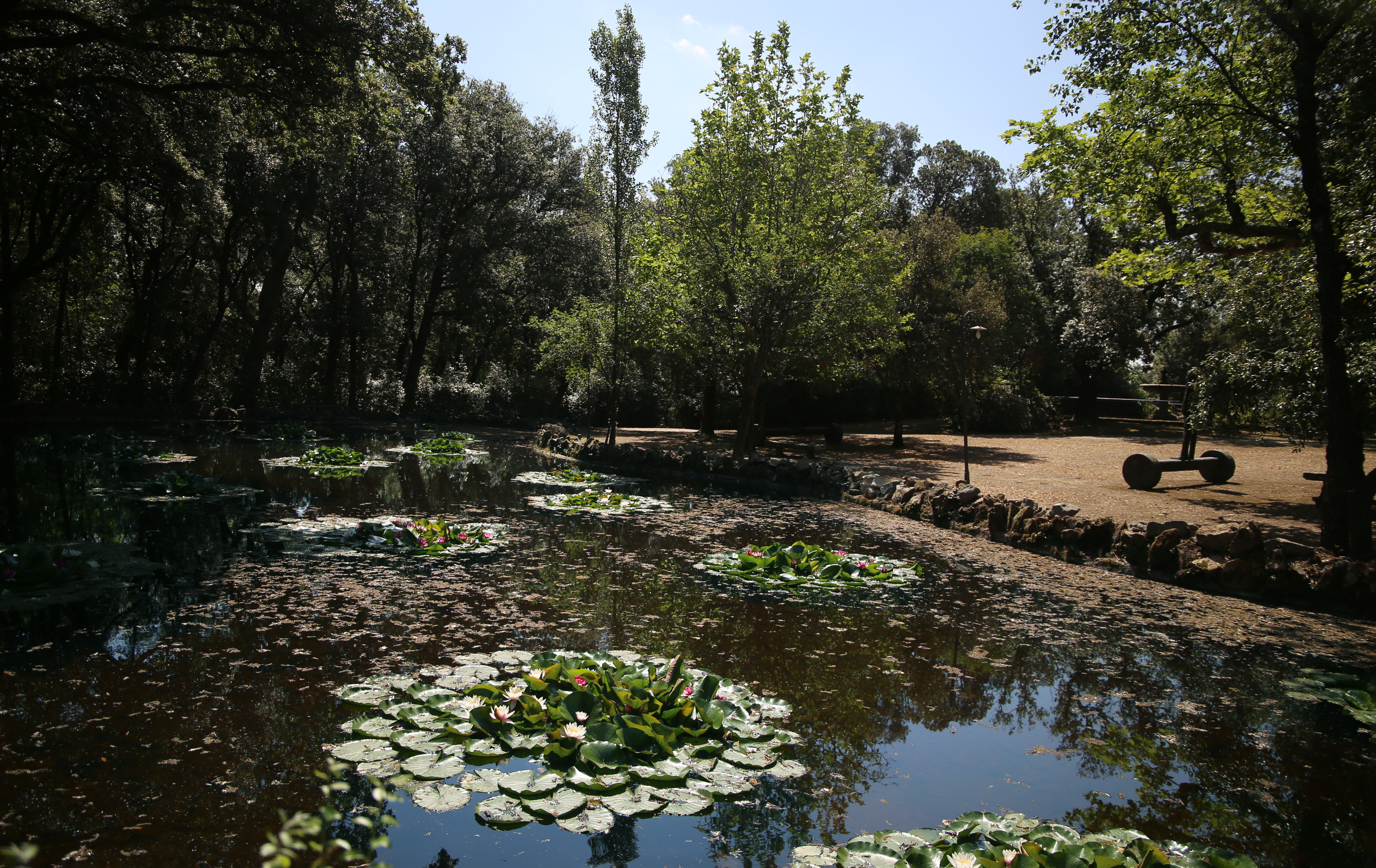
Il laghetto

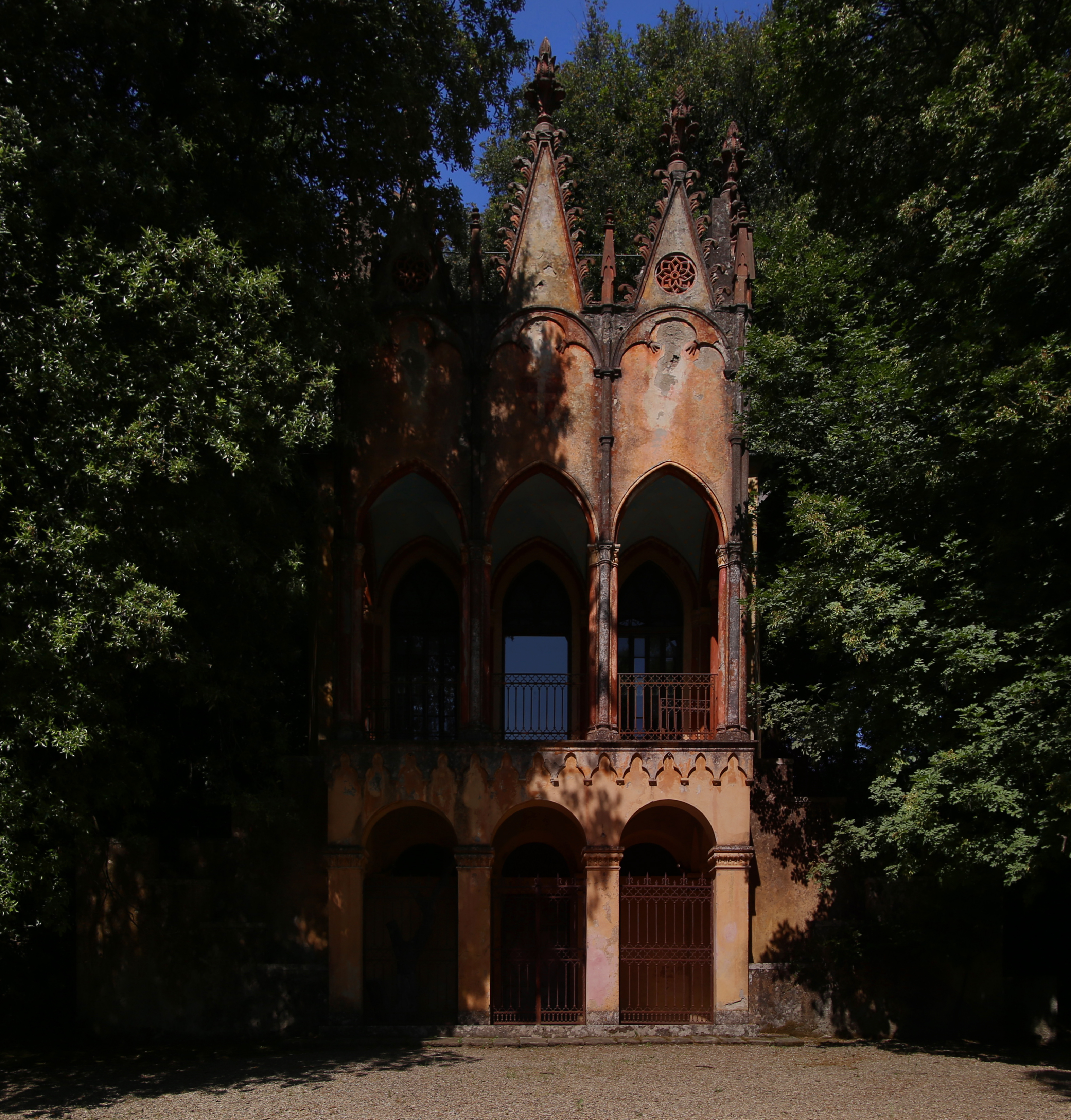
La teahouse neogotica

La totalità delle opere degli artisti è fortemente condizionata ed in qualche modo configurata dal contesto ambientale del parco e degli annessi della villa e della fattoria.
Il parco si presenta come un vasto giardino all'inglese collocato sul retro della villa, a cui si accede dal cancello neoclassico posto lungo la via Montalese tramite un sinuoso viale (disegnato dallo Ximenes), e si attesta a nord della villa padronale e del suo belvedere. Disegnato a partire dal 1844 da Giovanni Gambini secondo quel gusto romantico imperante nei giardini europei, il parco è ricco di architetture ed episodi naturalistici che ne costituivano il naturale pendant; vi si trovano infatti un padiglione neogotico adibito a palazzina per il tè, una voliera romantica in laterizio e ferro, un monumento di gusto neoegizio, uno spazio ad uso di ghiacciaia. Il torrente Brana, che attraversa l'area del parco, venne abilmente utilizzato per la realizzazione di un lago in forme naturali corredato da un'isoletta ospitante un tempietto in forme neoclassiche e da un "orrido" roccioso, attraversato da un ponticello, su cui si infrange una cascata.
L'area della fattoria, tutt'oggi funzionante e produttiva, è invece caratterizzata da un paesaggio rurale tipicamente toscano, con terreni terrazzati coltivati a vite ed ulivo, appezzamenti a grano ed erbosi: gli annessi rustici (case coloniche, depositi e vinaie) sono anch'essi stati utilizzati dagli artisti come sede delle loro installazioni.
Oltre che un museo all'aperto, il terreno della villa Celle è anche una riserva naturale, numerose infatti sono le specie arboree presenti nel parco tra cui: abete bianco, ippocastano, carpino bianco, castagno, cedro dell'Atlante, cedro dell'Himalaya, cipresso di Lawson, cipresso comune, orniello, tuja gigante, abete rosso, pino nero, pino marittimo, platano, abete odoroso americano, douglasia, cerro, leccio, roverella, querciolo, farnia, quercia rossa, tasso, tiglio, olmo.

## Le opere

### Opere nel parco
- Alice Aycock, Le reti di Salomone, 1982
- Roberto Barni, Servi muti, 1988
- Massimo Biagi, Il punto sul Ponte, 2016
- Hera Buyuktasciyan, Echo, 2016
- Alberto Burri, Grande ferro celle, 1986
- Enrico Castellani, Enfiteusi II, 1987
- Loris Cecchini, The hand, the Creatures, The singing garden, 2012
- Fabrizio Corneli, Grande estruso, 1987-88
- Fabrizio Corneli, Meridiana, 1997
- Stephen Cox, Mago, 1991-93
- Michel Gerard, Cellsmic, 1990
- Hossein Golba, Le fontane dell'amore, 1993
- Menashe Kadisman, luce del mattino, (pecore+pecore), 1993
- Dani Karavan, Gerusalemme, 1980
- Dani Karavan, La cerimonia del tè, 1999
- Dani Karavan, Linea 1-2-3+4+5, 1982-89
- Joseph Kosuth, Modus Operandi Celle, 1987
- Olavi Lanu, Le 3 pietre, 1985
- Sol LeWitt, Cubo senza cubo, 1986-88
- Sol Lewitt, 1-2-3-2-1, 2000
- Daniele Lombardi, Divina. com, 2016
- Richard Long, Cerchio di erba, 1985
- Luigi Mainolfi, Per quelli che volano, 2011
- Marino Marini, Cavaliere, 1980
- Luciano Massari, L'isola dell'identità, 2005
- Fausto Melotti, Tema e variazioni II, 1981
- Alessandro Mendini, Albero Meccanico, 2012
- Aiko Miyawaki, Utsurohi, 1996
- Robert Morris, Labirinto, 1982
- Robert Morris, Venere, 2012
- Hidetoshi Nagasawa, Iperuranio, 1996
- Dennis Oppenheim, Formula Compound, 1982
- Marta Pan, Scultura fluttuante Celle, 1990
- Beverly Pepper, Spazio teatro Celle, 1992
- Anne e Patrick Poirier, La morte di Efialte, 1982
- Ulrick Ruckriem, Senza titolo, 1982
- Richard Serra, Open field Vertical Elevations, 1982
- Susanna Solano, Acotacion, 1990
- Giuseppe Spagnulo, Daphne, 1987-88
- Mauro Staccioli, Scultura Celle, 1982
- Marco Tirelli, Excelle, 2009
- George Trakas, Il sentiero dell'amore, 1982
- Robert Morris e Claudio Parmiggiani, Melanconia II del 2002
- Jean-Michel Folon, L'albero dai frutti d'oro del 2002
- Magdalena Abakanowicz, Katarsis, 1985
- A.R. Penck & Frank Breidenbruch, Centro spirituale, 1995-97
- Ian Hamilton Finlay, Il bosco virgiliano, 1985
- Bukichi Inoue, Il mio buco nel cielo, 1985-89
- Robert Morris, I caduti ed i salvati, 2000
- Jaume Plensa, Gemelli, 1998
- Alan Sonfist, Cerchi del tempo, 1987-90
- Sandro Veronesi, Andrea M.N. Mati, La serra dei Poeti, 2018

## Fortuna critica
Sin dall'inaugurazione del primo nucleo delle opere, la collezione ambientale di Celle suscita un immediato interesse nella critica artistica internazionale e nazionale.
(Gloria Fossi)
(Robert Hobbs)
Per la fortuna critica delle singole opere si rimanda alla bibliografia.